# Raquel Acinas Poncelas
Raquel Acinas Poncelas (nascida em 12 de abril de 1978) é uma ciclista paralímpica espanhola.
Participou, representando a Espanha, dos Jogos Paralímpicos de Pequim 2008 e dos Jogos de Londres 2012.

## Vida pessoal
Raquel é da região catalã da Espanha, próximo à L'Hospitalet. Formou-se em arquitetura e trabalha na área como arquiteta técnica.
No dia 1 de agosto de 2004, aos 26 anos, Raquel teve que realizar uma amputação femoral na perna esquerda após o acidente, em que um SUV colidiu com sua motocicleta. Em 2011, foi uma das várias atletas que contaram suas histórias de vida no documentário intitulado La Teoría del Espiralismo, cuja produção foi patrocinada pela Fundación Cultural Banest e promovida pelo Comitê Paralímpico Espanhol.